# PuraOre! Pride of Orange
PuraOre! Pride of Orange es un proyecto de medios mixtos producido por CyberAgent y DMM Games sobre chicas jugando al hockey sobre hielo. Una serie de televisión de anime producida por CAAnimation y C2C se emitió de octubre a diciembre de 2021, mientras que un juego móvil desarrollado por EXNOA se lanzó en marzo de 2022.

## Personajes

### Nikkō Dream Monkeys

#### "Newcomer Set"
Manaka Mizusawa (水沢 愛佳 Mizusawa Manaka?)
 Seiyū: Riku Masuda
Ella representa al equipo delantero de los Dream Monkeys. Su familia tiene una posada y ella es miembro del club de bordado de su escuela. Se inspira para practicar hockey sobre hielo después de encontrar un cartel que lo anuncia en su escuela.
Riko Saginuma (鷲沼 梨子 Saginuma Riko?)
 Seiyū: Saika Kitamori
Ella es el centro de los Dream Monkeys; capitán del equipo. Inicialmente quería dejar de jugar al hockey sobre hielo, pero los Dream Monkeys la convencieron de retomar el deporte.
Yu Kiyose (清瀬 優 Kiyose Yū?)
 Seiyū: Satomi Hongo
Ella representa al equipo delantero de los Dream Monkeys. Inicialmente, se transfiere a la escuela de Manaka para evitar jugar al hockey sobre hielo en su antigua escuela, solo para ser atraída a regresar al deporte.
Ayaka Mizusawa (水沢 彩佳 Mizusawa Ayaka?)
 Seiyū: Mayu Sagara
Es la hermana menor de Manaka; defensa izquierdo de los Dream Monkeys. Ella también sirve como la mascota del equipo.
Naomi Takagi (高木 尚美 Takagi Naomi?)
 Seiyū: Asuka Shioiri
Defensa derecho de los Dream Monkeys
Kaoruko Yanagida (柳田 薫子 Yanagida Kaoruko?)
 Seiyū: Yurika Moriyama
Portera de los Dream Monkeys.

#### "Senior Set"
China Yoneyama (米山 千奈 Yoneyama China?)
 Seiyū: Hisako Tōjō
Extremo izquierdo delantero de los Dream Monkeys.
Juri Kikuchi (菊池 樹里 Kikuchi Juri?)
 Seiyū: Ruriko Aoki
Ella es de los centro de los Dream Monkeys.
Shino Ukita (浮田 志乃 Ukita Shino?)
 Seiyū: Aina Suzuki

Runa Hirano (平野 るな Hirano Runa?)
 Seiyū: Eriko Matsui
Extremo derecho delantero de los Dream Monkeys.
Minato Shishiuchi (獅子内 湊 Shishiuchi Minato?)
 Seiyū: Shizuku Hoshinoya
Defensa correcto de los Dream Monkeys.
Mona Fujishiro (藤代 もな Fujishiro Mona?)
 Seiyū: Kurumi Takase
Portero de los Dream Monkeys.

#### "Staff"
Yōko Matsunaga (松永 羊子 Matsunaga Yōko?)
 Seiyū: Mikako Komatsu
Entrenadora de los Dream Monkeys. Su objetivo es combinar el hockey sobre hielo y idols para aumentar la popularidad del deporte.
Sō Satō (佐藤 想 Satō Sō?)
 Seiyū: Yoshiaki Hasegawa
Asistente de Yoko Matsunaga.

## Media

### Anime
En diciembre de 2020, se anunció una serie de televisión de anime producida por CAAnimation y animada por C2C. La serie fue dirigida por Takebumi Anzai, con Tōko Machida a cargo de la composición de la serie, Kii Tanaka diseñando personajes basados en los diseños originales de Craft Egg, Takashi Murakami e Hiroshi Takita sirvieron como productores, y MONACA y Yōhei Kisara compusieron la música de la serie. Funimation obtuvo la licencia de la serie fuera de Asia. Medialink obtuvo la licencia de la serie en el sudeste asiático, el sur de Asia, Micronesia y Polinesia. Se emitió del 6 de octubre al 22 de diciembre de 2021 en Tokyo MX y otras redes. Los siete miembros principales del reparto, bajo el nombre de "Smile Princess", interpretaron el tema de apertura de la serie "Fire Fight!", mientras que May'n interpretó el tema de cierre de la serie "Orange".

### Videojuego
Un juego de aplicación para teléfonos inteligentes, titulado PuraOre! Smile Princess (プラオレ！〜SMILE PRINCESS〜), fue desarrollado por EXNOA. Fue lanzado el 15 de marzo de 2022 para Android, iOS y PC a través de DMM Game Player.